# 生体認証
生体認証（せいたいにんしょう）とは、バイオメトリック（biometric）認証あるいはバイオメトリクス（biometrics）認証とも呼ばれ、人間の身体的特徴（生体器官）や行動的特徴（癖）の情報を用いて行う個人認証の技術やプロセスである。

## 概要
生体認証では、通常「テンプレート」と呼ばれる情報を事前に採取登録し、認証時にセンサで取得した情報と比較することで認証を行う。単に画像の比較によって認証とする方式から、生体反応を検出する方式まで様々なレベルがある。
暗証番号、パスワードや物による認証では、忘却や紛失によって本人でも認証できなくなったり、漏洩や盗難、総当り等の攻撃によって他人が認証される虞れがある。生体情報の場合はそれらの危険性が低いと一般には考えられている事から、手軽な認証手段（キー入力や物の携帯が不要）、あるいは本人以外の第三者が（本人と共謀した場合でも）認証されることを防止できる手段として、建物などの入口、キャッシュカードやパスポート（入出国時）などの認証手段に採用されている。
しかし、広く一般に使用されるためには、怪我・病気・先天性欠損などによって生体認証ができない人々への対応も必要になる。また、経年変化によって認証ができなくなったり、複製によって破られたりする可能性がある。生体情報はパスワードのように任意に更新することができないため、一度複製により突破されてしまうと、同一の認証基盤では、もはや安全性を回復できなくなる、致命的な問題を持っている。現時点では実際に生体情報の複製や偽装に対する安全性が疑問視されている製品もある（後述のセキュリティの項を参照）。

## 実用例

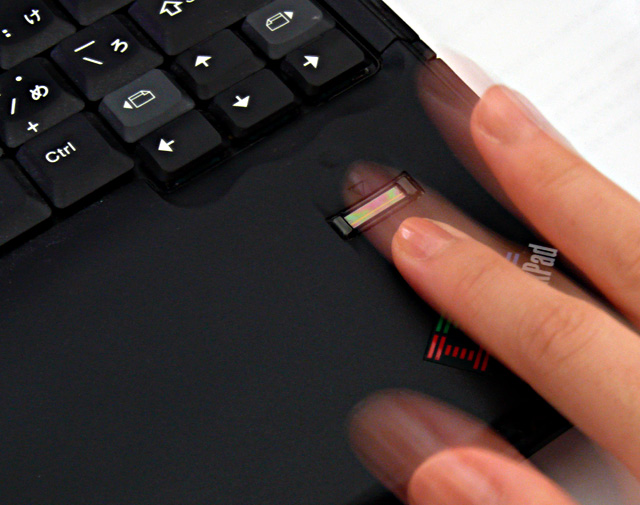
指紋を用いたノートパソコンのユーザ認証

現在、利用件数が多いものには指紋、瞳の中の虹彩が挙げられる。金融機関がATMに採用したことで、指、手のひら、手の甲などの血管の形を読み取る静脈認証も利用件数が増えつつある。また、携帯電話（スマートフォン）にも採用されている。他にも、声紋、顔形、筆跡などによる認証が実用化されている。
認証の際には専用の読み取り機を用いて生体情報を機械に読み取らせることで、本人確認を行う。生体認証単独で用いられるだけでなく、カードやパスワードや暗証番号と組み合わせることも多い。
- 電算機（コンピュータ）などの利用時、あるいは電子制御された出入口に、あらかじめ登録された本人を確認する目的でなされる。
- パーソナルコンピュータのログイン時に、専用デバイスを用いて指紋認証を行う。
- 携帯電話やスマートフォンを使用する際に、携帯電話の一部分に指を押し当てたり、虹彩認識を行って、ロック解除や決済の認証をするものがある。簡易な顔認証、音声認証は標準装備されているものがある。
- 銀行のATMで暗証番号と共に指ないし手のひらの静脈の形を読み取って本人確認を行う。
- 国や企業で、個人情報や極秘情報を取り扱う部屋に入るために網膜認証を利用している。
- 奈良市では、環境局において、勤務中の中抜けや勤務時間の不正申告などを防止するため、出退勤時のチェックに静脈認証を導入することを決めている。これに対し、職員の間からは「犯罪者扱いだ」などの反発の声もある[2]。
- 日本赤十字では、献血者の本人確認のため、指静脈認証を（2014年5月14日、北海道から順次）採用している[3]。
- 日本の法務省では、指紋と顔を用いた出入国管理システム「J-BIS」を日本の空港に導入している。
- 「インド固有識別番号庁」（UIDAI）は2010年、国民一人一人の指紋や虹彩による生体認証と組み合わせた12桁のアドハー（Aadhaar）番号の付与を開始した（国民総背番号制を参照）。全人口の9割以上をカバーしており、出生届など身分を証明する書類が不備な貧困層も社会保障など行政サービスを利用でき、不正防止や手続き効率化の効果を上げている[4]。
- トライアルホールディングスや東武グループでは、傘下のスーパーマーケットで生体認証決済を導入している。東武グループはスーパーの他にも鉄道やバスの支払い、あるいはホテル・レジャー施設などにも広げる計画を持っている[5]。東武グループのシステムは日立製作所と共同開発した「ＳＡＫＵＬａＬａ（サクララ）」。初期費用（指静脈を読み取る専用端末やタブレット端末といった導入に必要なハードウエア）は当面の間は東武鉄道グループと日立が負担して普及拡大を図る[6]。

### 日本の銀行ATMの動向
日本の銀行では2000年代に生体認証機能を持つキャッシュカードとATMの導入が広がったが、2020年代に入り、それを廃止、さらには代替手段へ変更する動きがある。
- 三菱UFJ銀行
  - 2004年10月12日 - 東京三菱銀行（当時）が、手のひら静脈認証機能を備えたキャッシュカードおよびATMを導入[7]
  - 2023年5月13日 - 手のひら静脈認証サービスの取り扱いを停止[8][9]
- ゆうちょ銀行
  - 2006年10月2日 - 日本郵政公社（当時）が、指静脈認証に対応した「郵便貯金ICキャッシュカード」サービスを開始[10][11]
  - 2023年5月14日 - 指静脈認証サービスを停止[12]
  - 2023年5月15日 - スマートフォンの生体認証と連動させたATM生体認証サービスを開始[13]
- イオン銀行
  - 2017年11月27日 - 国内初の「指紋＋静脈」による2要素生体認証サービスを開始[14]
  - 2020年4月28日 - 上掲の2要素生体認証サービスを終了[15]
- 地方銀行等
  - 池田泉州銀行 - 2018年9月28日、指静脈（生体認証）新規登録終了[16]。手のひら静脈認証は継続
  - スルガ銀行 - 2020年5月24日、生体認証ICキャッシュカードの発行停止[17]
  - 山陰合同銀行 - 2020年10月30日、生体情報登録サービスの取扱終了[18]
  - 沖縄銀行 - 2021年1月20日、ICカードにおける生体認証機能の新規登録中止[19]
  - 北都銀行 - 2021年2月28日、生体認証サービスの取り扱い終了[20][21]
  - 秋田銀行 - 2021年3月31日、キャッシュカードの生体認証機能取扱終了[22]
  - みちのく銀行 - 2021年7月30日、生体認証情報の新規登録・再登録取り扱い終了[23]
  - 百五銀行 - 2021年9月30日、生体認証サービス終了[24]
  - 伊予銀行 - 2022年1月20日、生体認証の新規登録・変更を終了[25][26]
  - 大分銀行 - 2022年6月30日、キャッシュカードへの生体情報登録の取扱い終了[27]
  - 佐賀銀行 - 2022年12月30日、生体認証情報登録終了[28]
  - 荘内銀行 - 2022年12月31日、生体認証サービスを終了[29]
  - 三十三銀行 - 2023年2月28日、指静脈認証機能の新規登録の受付を終了[30]。2024年1月31日サービス終了[31]
  - 宮崎銀行 - 2023年4月28日、生体認証情報の新規・変更・解除の取り扱いを終了[32]
  - 南都銀行 - 2023年5月31日、手のひら静脈認証の新規登録終了。12月31日、ATMや窓口での利用終了[33]
  - 福岡銀行 - 2023年8月24日、指静脈認証を終了し、顔認証を導入することを発表[34]
  - 熊本銀行 - 2023年8月24日、指静脈認証を終了し、顔認証を導入することを発表[35]
  - 愛知銀行 - 2023年8月31日、生体情報の登録、変更、削除の手続き終了。12月20日、ATMでの生体認証取引終了[36]
  - 名古屋銀行 - 2023年9月12日、手のひら静脈認証のATM取引を終了[37]
  - 山形銀行 - 2023年10月1日、生体情報受付停止。2024年3月31日サービス取り扱い終了[38]
  - 肥後銀行 - 2023年10月13日、新規申込終了。2024年3月31日サービス終了[39]
  - 神奈川銀行 - 2023年10日31日、生体認証情報の新規・変更・解除の取り扱いを終了[40]
  - 鹿児島銀行 - 2024年3月29日、新規発行停止。2025年3月31日、ATMでの生体認証取引終了[41]
- 信用金庫、信用組合
  - 金沢信用金庫 - 2021年1月29日、指静脈認証の新規取り扱い終了[42]
  - 滋賀中央信用金庫 - 2022年3月31日、生体認証機能サービスの終了[43]
  - 第一勧業信用組合 - 2022年9月21日、指静脈認証でのATMサービスを終了[44]
  - 瀬戸信用金庫 - 2023年8月1日、生体認証情報の新規登録を終了[45]
  - 高知信用金庫 - 2023年8月28日、顔と手のひら静脈の2種の生体認証を用いたATMを発表[46][47][48]
  - 姫路信用金庫 - 2024年1月22日、生体認証機能付きICキャッシュカードの新規取り扱いを1月末で終了[49]
  - 愛媛信用金庫 - 2024年3月29日、生体認証機能付きICキャッシュカードの新規発行・新規登録を終了[50]
  - 岡崎信用金庫 - 2024年4月10日、生体認証情報の新規登録・再登録を終了[51]
- 農業協同組合
  - JA横浜 - 2024年2月13日、生体認証機能サービス終了[52]

#### 廃止理由
生体認証廃止の理由について、ゆうちょ銀行は「顧客の利用状況などを踏まえて判断した」と説明し、三菱UFJ銀行は「インターネットバンキングの普及で、利用者が減っている」こと、キャッシュカードの偽造防止技術が高度化しており「手のひら静脈を使った高度な認証の必要性も薄れた」ことを挙げている。
2000年代の生体認証機能付きキャッシュカードとATMは、
- キャッシュカード - ICチップ内に生体情報を書き込む。登録機は店舗にしかなく、登録のため顧客が来店する必要がある。また情報の複製はセキュリティ上不可としており、カード再発行時は再登録が必要
- ATM - 静脈認証等の読み取り装置が必要
- 登録機 - 各店舗窓口に登録機が必要

といった構成で、顧客側の利便性に欠け、銀行側も装置コスト負担の大きいものであった。

#### 代替手段（スマホATM）
2020年代に入り、FIDO準拠の生体認証機能を備えたスマートフォンが普及し、スマートフォンの生体認証機能と組み合わせたATMの普及が始まっている。「スマホATM」と称し、上掲のゆうちょ銀行の他、セブン銀行、auじぶん銀行、きらぼし銀行、GMOあおぞらネット銀行、四国銀行、島根銀行、住信SBIネット銀行、西日本シティ銀行、PayPay銀行、みんなの銀行、UI銀行、ローソン銀行、イオン銀行などが導入している。
「スマホATM」は、顧客は来店を伴う生体情報登録の必要が無く、銀行側もアプリの開発負担はあるものの、店頭やATMへの生体情報登録／読取装置の設置が不要であり、コスト削減効果が高い。みんなの銀行はキャッシュカード自体も不発行である。当該顧客のスマホと連動するためATMにQRコードを表示する等の改修も必要だが、上掲の導入銀行の中には提携先のコンビニATM（セブン銀行またはローソン銀行）でのみ対応し、自行ATMは「スマホATM」非対応としているところもある。

## 生体認証に利用される生体情報
生体認証への利用に適した生体情報の条件としては、「すべての人が持つ特徴」であること、「同じ特徴を持つ他人がいない」こと、「時間によって特徴が変化しないこと」が挙げられる。
「一卵性双生児の身体的特徴は同じではないか」という疑問が挙げられるが、指紋・虹彩・静脈パターン・ほくろの位置や数などはDNAの塩基配列で決定されないので、遺伝子が完全に一致する一卵性双生児でも異なっている。
単独では十分かつ確実な認識率を得られない場合、しばしば他の生体認証方法やその他の認証方法と組み合わせて使用される。
身体的特徴（主に静的な情報）を利用するもの
指紋
犯罪捜査などにも用いられ、手軽だが信頼性の高い認証方式である。また、生体認証としては古参の部類に入るため、欺瞞の方法も数多く編み出されているが、それに対する認証機器の改善も進んでいる。
DNA
DNA型鑑定として犯罪捜査に多用され、最も確実で究極的な生体認証の手段であるが、確認のためにはサンプル（血液や唾液などの、対象者の体の一部分）を得て化学的に詳細に分析する必要があり、2018年時点においては、リアルタイムに認証できる装置は開発されていない。一卵性双生児を識別できない欠点がある。
掌形
手のひらの幅や、指の長さなどを用いて認証する方法。成長期や加齢により認識率が低下するため、定期的更新が必要（米国で広く用いられ、1年間有効）。
網膜
目の網膜の毛細血管のパターンを認識する方法。網膜は眼球の奥に位置するため、そのパターンを撮影するには目をセンサーに近接させる必要があり、装置も大掛かりになるため、普及率はあまり高くない。
虹彩
虹彩パターンの濃淡値のヒストグラムを用いる認証方式。双子でも正確な認証を行えることから、高い認証精度を有している。網膜と同様に従来は大掛かりな装置が必要で指紋や静脈などの認証方法と比べると登録運用コストが高くなる傾向にあったが、眼球の奥に位置する網膜とは異なり虹彩は眼球の表面側に位置する情報であることから、網膜に比べると撮影が容易であり、近年ではスマートフォンに搭載されるカメラでも認証が可能となってきた。
顔
眼鏡や顔の表情、加齢による変化などによって認識率が低下する。また、一卵性双生児の場合に両者を同一人物と誤認識しやすい。簡易な認証方法や、犯罪捜査などに使用される。
血管
近赤外光を手のひら、手の甲、指に透過あるいは反射させて得られる静脈パターンを用いる技術が実用化されている。
音声
声紋を利用したものが良く知られている。健康状態によって認識率が低下することがある。声帯など発声器官の構造に由来しており、基本的には身体的特徴であるが、行動的特徴の要素も有る。簡易な認証方法に使用される。
耳形
耳介の形状を用いて認証する方法。
体臭
体の臭いの化学的な成分構成をもとに認証を行う技術が研究されている。検査対象者自身の行動を必要としないため、空港などのセキュリティチェックで犯罪歴のある者を発見する場合など、検査対象者に不快感を与えないよう配慮が必要な場面で利用される。
行動的特徴（動的な情報）を利用するもの
筆跡
筆記時の軌跡・速度・筆圧の変化などの癖を利用する方法。腕首の回転や指の長さを推定する認証方法についての研究も行われている。なお、筆記後の筆跡画像だけを見る方法は、生体認証とは見なされない。また、日本においては認証手段としては印鑑を多用し、署名を行う習慣が少ないことからあまり普及していない。
キーストローク認証
キーボードの打鍵の速度やタイミングの癖を用いる方法。
リップムーブメント
発話時の唇の動きの癖を用いる方法。
まばたき
まばたきによる黒目領域の変化量を測定する方法。無意識にしているまばたきの動作は高速であり、他人が真似をするのは困難といわれている。顔認証との組み合わせで携帯電話に採用された例（P902iS）もある。
歩行
人の歩行を用いた認証方法。歩行は骨格や筋肉などの体格的特性や、歩き方などの動的な特性があり、監視カメラの顔認識システムと組み合わせて使用する。骨折などの重い怪我や長期入院などを経た場合には、認識率が低下する。

## 標準化動向
生体認証に関係する国際標準規格はISO/IEC JTC 1/SC 37が専門に審議を行っている。
現時点で、BioAPI（インタフェース）、CBEFF（データ構造）などの規格が国際標準として発行済みである。
他に、ISO/IEC JTC 1/SC 17（ICカード技術）、ISO/IEC JTC 1/SC 27（セキュリティ技術）、ISO/TC 68（金融分野）、ITU-T/SG17（通信技術）、ICAO（ICパスポート）などの国際標準化機関でも生体認証に関連する規格化作業が（SC 37と連係して）進められている。

## 安全性
生体認証では、原理的に、本人であるにもかかわらず本人ではないと誤認識してしまう「本人拒否率」（第一種過誤、偽陽性）と他人であるにもかかわらず、本人と誤認識してしまう「他人受入率」（第二種過誤、擬陰性）がトレードオフの関係にある。他人受入率を限りなく0にしようとすると本人拒否率も高くなってしまうため、一般的に実用化されている生体認証では他人受入率が0ではない状態となっている（第一種過誤と第二種過誤も参照）。そのため、銀行ATMなどでは生体認証と暗証番号を併用し、両方の入力を求めることによって高いセキュリティが確保されているとする。
音声や筆跡など当人のその日の状態に依存する認証方法よりも、指紋、静脈、虹彩といった当人の状態に依存しない認証の方が精度が高いと言われているが、しかし、これらの認証方法を使ったシステムでもセキュリティ上疑問の残るシステムも出回っている。現時点では、これまでのパスワードなどの方法との併用が、現実的かつ安全・確実な手段である。
数百円程度の費用で実現可能な攻撃方法も、複数知られている。具体的にはゼラチンやシリコンラバーで作った人工指で多くの指紋認証システムを通過できる。紙で作った人工虹彩で虹彩認証システムを通過できる可能性がある。簡易な顔認証では本人の写真で通過できるものもある。静脈認証システムでも、生体以外（大根で作った人工指）を登録できる装置がある。これらの問題には、例えば生体以外の物に反応しないように改善したり装置の精度を上げるなどの対応がなされているが、システムが高価になり、また認証技術開発者と脆弱性研究者とのいたちごっこの状態である。
- 指紋認証の場合は、残留指紋をゼラチンに写し取って人工指を作り、その人工指で認証を通過させる事に成功している。さらに、木工用ボンドを利用してスライド式の指紋認証を突破できる（ゼラチンではエリア型のみ）と日本の大学生が発表した。実システムに対して、指に特殊なテープを張って指紋の変造をし、指紋認証を突破した事件も発生している[68]。
  - 2008年3月、高解像度の撮影画像から指の部分に写っている指紋を利用して、指紋を偽造することが可能であると、CCCと呼ばれるハッカー集団が発表した[注 2]。こうした偽造に対処する方法も研究されている[69]。
- 虹彩認証の場合は、虹彩画像を印刷した紙で偽証ができたという研究例が発表されている。
- 静脈認証の場合、2005年時点では、人工指をデータ登録して認証を通過させるという実験に成功しただけなので、誤認証が起こる危険があるとただちに言い切ることはできない。しかし、内部犯などが不正にデータを登録する可能性は否定できず、このようなケースで人工指のデータ登録がなされると、結果的に人工指で認証を通過できてしまうということになる。

これらの突破方法の多くは、登録や認証の際に通常とは違った不自然な行動を伴うので、登録時や認証時の様子をつぶさに監視することで防げる場合もある。
また、生体認証には次のような問題点が指摘されている。
- 怪我や病気などによって、認証を受けられなくなってしまう危険がある。
- 対象者が成長期にある場合、生体要素の形や大きさが変わってしまい、本人拒否率が上がってしまう。
- 生体情報は基本的に生涯不変であるが故に、一度複製によって破られてしまうと同一の認証基盤ではそれ以降の安全性を回復できない。
- 生体情報は基本的に生涯不変であり、個人情報としての取扱に問題が起こる（悪意のある管理者に個人が対抗できない。また、善意の管理者であっても機微情報であり取扱に相応の注意とコストを要求され、それはしばしば法令により強制される。）

ただし、これらの指摘は必ずしも全ての生体認証技術に該当するわけではない。方式によっては元々問題とはならない物や、既に解決策が開発済みの物もある。